# Голобородько, Александр Александрович
Александр Александрович Голобородько (род. 28 сентября 1938, Днепродзержинск, УССР, СССР) — советский и российский актёр театра и кино, народный артист РСФСР (1988).

## Биография
Александр Голобородько родился 28 сентября 1938 года в Днепродзержинске. Начинал работать в школьные годы суфлёром в самодеятельном театре.
В 1960 году окончил Киевский театральный институт имени Карпенко-Карого (курс Марьяна Крушельницкого и Александра Фомина). В дипломе об окончании института стоит подпись Гната Юры. Роли в дипломных спектаклях: профессор Окаёмов в «Машеньке» Афиногенова и Егор в «Детях солнца» М. Горького.
По окончании института был принят в труппу Крымского русского драматического театра имени Горького. С 1971 года стал артистом Киевского театра имени Леси Украинки. В 1976 году по приглашению Михаила Царёва перешёл в Малый театр. В 1985 перешёл в труппу театра им. Моссовета.
В кино дебютировал в 1967 году в фильме «Туманность Андромеды».
Президент Международного кинофестиваля «Созвездие» и вице-президентом Гильдии актёров кино России.
С 2017 года — преподаватель в Московском институте театрального искусства имени народного артиста СССР И. Д. Кобзона.

## Семья
Супруга — актриса театра имени Моссовета Светлана Шершнёва. Дочь — актриса и телеведущая Оксана Колесникова (Оксана Голобородько).

## Признание и награды
- Орден Почёта (3 марта 2010 года) — за заслуги в развитии отечественной культуры и искусства, многолетнюю плодотворную деятельность[4]
- Орден Дружбы (9 сентября 2019 года) — за большой вклад в развитие отечественной культуры и искусства, многолетнюю плодотворную деятельность[5]
- Заслуженный артист Украинской ССР
- Народный артист РСФСР (1988)
- Государственная премия СССР (1977) — за роль в спектакле «Они были актёрами»

## Роли на Крымском телевидении
- Постоянный персонаж регулярных выпусков начала 1960-х «Вася Телевышкин»

## Роли в театре

#### Крымский академический театр имени М. Горького
- «Учитель танцев» Лопе де Вега — Альдемаро
- «Ромео и Джульетта» Шекспира — Меркуцио
- «Ричард III» Шекспира — Ричард
- «Царь Фёдор Иоанович» — царь Фёдор
- «Они были актёрами» — главный художник театра Барышев
- «Огарёва, 6» Ю. Семёнов — Виктор Кажаев, преступник
- «Провинциальная девушка»

#### Киевский театр имени Леси Украинки
- «Каменный властелин» — Дон Жуан

#### Малый театр
- «Любовь Яровая» К. А. Тренёва — Яровой
- «Король Лир» Шекспира — Эдмонд
- «Дети Ванюшина» С. А. Найдёнова — Константин
- «Сирано де Бержерак» Эдмона Ростана — Де Гиш

#### Театр имени Моссовета
- «Царская охота» Леонида Зорина — Алексей Орлов
- «Братья Карамазовы» — Митя Карамазов
- «Цитата» — Орлюк
- «Шум за сценой» Майкла Фрейна — режиссёр
- «На бойком месте» А. Н. Островского — Миловидов
- «Кубик для президента» — Немо
- «Венецианский купец» Шекспира — Антонио
- «Белая гвардия» М.А. Булгакова. Режиссёр: Павел Хомский — Мышлаевский[6]

## Фильмография
- 1967 — Туманность Андромеды — Рен Боз
- 1968 — Нейтральные воды — командир американского фрегата
- 1969 — Последняя реликвия — Габриэль
- 1971 — Инспектор уголовного розыска — капитан Елизар Борейко
- 1972 — Цирк зажигает огни — Андрей Бакланов (роль озвучил Василий Лановой)
- 1973 — Чёрный капитан — Фёдор Фёдорович Галатенко
- 1973 — Будни уголовного розыска — Елизар Борейко
- 1975 — Память
- 1975 — Одиннадцать надежд — Лавренёв Борис
- 1976 — Опровержение
- 1976 — Обычный месяц
- 1977 — Четвёртая высота — отец Мая
- 1977 — Личное счастье — Иринархов
- 1978 — Поговорим, брат… — Пётр Кокорин
- 1978 — Время выбрало нас (сериал) — секретарь ЛКСМБ Михаил Васильевич
- 1979 — Молодая хозяйка Нискавуори - Юхани
- 1979 — Выгодный контракт — Ведерников, инженер (роль озвучил Павел Морозенко)
- 1979 — Весенняя Олимпиада, или Начальник хора — отец Игоря
- 1980 — Крупный разговор — Иван
- 1980 — Белый снег России — Волянский
- 1981 — Оленья охота — Стуров
- 1981 — Любимая женщина механика Гаврилова — вахтенный
- 1981 — Долгий путь в лабиринте — Шерстёв
- 1981 — Возьму твою боль — Михалевский
- 1981 — 20 декабря — Антонов-Овсеенко Владимир Александрович
- 1982 — Разбег — Баланин
- 1982 — Дети Ванюшина — Константин
- 1983 — Фома Гордеев — Тарас
- 1983 — День командира дивизии — Кондратенко
- 1984 — Берег его жизни — Александр Александрович Мещерский
- 1984 — Стратегия победы — историк
- 1985 — Контрудар — генерал армии Константин Рокоссовский
- 1985 — Господин гимназист — Вадим Николаевич
- 1985 — Битва за Москву — генерал-майор Константин Рокоссовский
- 1985 — Накануне — Стахов
- 1985 — Кармелюк — Герман Анатольевич, командир уланского полка
- 1986 — Завещание
- 1986 — Верую в любовь — Алексей
- 1987 — Живи и помни — Андрей
- 1987 — Анонимка
- 1988 — Цитата
- 1988 — Зимняя сказка
- 1989 — Сталинград — генерал-лейтенант Константин Рокоссовский
- 1989 — Женщины, которым повезло — Сергей Гаврилович, муж Зинаиды Скворцовой
- 1990 — Царская охота — Григорий Григорьевич Орлов
- 1991 — Клан
- 1993 — Кодекс молчания 2: След чёрной рыбы — Николай Назарович Амиров
- 1993 — Трагедия века — генерал-майор Константин Рокоссовский (хроника)
- 1993 — Внутренний враг
- 1995 — Великий полководец Георгий Жуков — Константин Рокоссовский (хроника)
- 1997 — На заре туманной юности — Николай I
- 1998 — Князь Юрий Долгорукий — посланник князя Святослава
- 2001 — Времена не выбирают — Мазаев Сергей
- 2001 — Марш Турецкого — Бахметьев
- 2002 — Дронго
- 2002 — Каменская 2 — Семёнов
- 2004 — Близнецы — Аксёнов
- 2004 — Русское лекарство — генерал Головин
- 2005 — Форс-мажор — генерал
- 2005 — Генералиссимус
- 2005 — Охота на асфальте
- 2006 — Королёв — отец Королёва
- 2006 — Об этом лучше не знать
- 2006, 2008 — Планета Лобановского (документальный фильм) — закадровый голос
- 2007 — Погоня за ангелом — Лев Борисович Фомин
- 2007 — Почему ты ушёл — Тамош Варкони
- 2008 — Широка река — Павел Петрович Седов
- 2008 — Когда не хватает любви — Лавров Леонид Леонидович, старший следователь прокуратуры
- 2008 — Псевдоним «Албанец»-2
- 2008—2009 — Райские яблочки — Владимир Петрович
- 2008—2009 — Рыжая
- 2009 — Бумеранг из прошлого — Владимир Яковлевич Романов
- 2012 — Маша Пирогова — народный юрист — Игорь Петрович Орлов
- 2015 — Джуна — Леонид Ильич Брежнев